# François de Chasseloup-Laubat
François de Chasseloup-Laubat (1754–1833) – francuski generał i inżynier, twórca fortyfikacji.
W okresie wojen rewolucyjnych brał udział w szeregu oblężeń. Był autorem planów wielu umocnień w krajach włoskich, niemieckich i na ziemiach polskich. Jako szef inżynierii Armii Niemiec wykonał pierwsze projekty umocnień Modlina. W 1812 roku szef inżynierii Wielkiej Armii. Autor traktatu "Essai sui quelques parties de l'artillerie et des fortifications".